# Elophila fulvalis
Elophila fulvalis là một loài bướm đêm trong họ Crambidae.